# アクセル・シュタイン
アクセル・シュタイン（Axel Stein, 1982年2月28日 - ）は、ドイツ出身の俳優。

## 出演作品

### 映画
- アンツ・イン・ザ・パンツ! Harte Jungs (2000) - レッドブル
- ミリタリー大作戦 シュミット教官大暴れの巻 Morgen, ihr Luschen! Der Ausbilder-Schmidt-Film (2008) - ライナー・ジエリンスキ
- ガーディアン Schutzengel (2012) - レオ
- ノンストップ・バディ 俺たちには今日もない Nicht mein Tag (2014) - ティル
- スモールワールド/15センチの魔法 Hilfe, ich hab meine Lehrerin geschrumpft (2015) - ペーター
- スモール・アドベンチャー/パパママ救出大作戦 Hilfe, ich hab meine Eltern geschrumpft (2018) - ペーター
- マジック・ワールド ビーストと闇の支配者 Die Wolf-Gäng (2020)
- ウェイ・ダウン The Vault (2021) - クラウス